# 米尔堡 (南卡罗来纳州)
福德庙（英文：Fort Mill），是美国南卡罗来纳州下属的一座城市。城市类型是“Town”。其名称取自两点之间的位置：第一点是英国在殖民时期建造的要塞，以保护卡托巴印第安人免受北方掠夺部落的侵害；第二点是韦伯的磨坊。卡托巴印第安人在如今的福德庙定居多年。苏格兰爱尔兰人定居者于1750年代和1760年代开始抵达，不久便形成了一个小规模的定居点。随着纺织厂的建立，福德庙在19世纪后期迅速发展。在许多纺织厂关闭后，该镇继续快速发展，并成为夏洛特的主要郊区。其面积大约为16.6平方英里（42.98平方公里）。根据2010年美国人口普查，该市有人口10,811人，人口密度约为每平方英里651.46人（约合每平方公里251.54人）。